# Suhoj Su-9
Suhoj Su-9 (NATO oznaka: Fishpot) je bil enomotorni reaktivni prestreznik, ki so ga razvili v Sovjetski zvezi v 50. letih 20. stoletja. Po izgledu in sposobnostih je zelo podoben MiG-u-21, obe letali sta prvič poleteli v prvi polovici leta 1956. Su-9 je lahko deloval v vseh vremenskih pogojih. V uporabi je bil od leta 1959, zadnja letala pa so upokojili okoli leta 1979, ko so Su-9 in naslednika Su-11 začeli nadomeščati s sodobnejšimi letali Su-15.
Sovjeti so s Su-9 poskušali sestreliti ameriška vohunsko letalo Lockheed U-2. Ker niso imeli ustreznih raket so pilotu Su-9 naročili naj se zaleti v U-2. Vendar ta tehnika ni delovala, pozneje so U-2, ki ga je pilotiral Francis Gary Powers sestrelili z raketo zemlja-zrak. 
Zgradili so okrog 1150 letal Su-9, letala niso izvažali. 

## Značilnosti
Splošne karakteristike
- Posadka: 1
- Dolžina: 17,37 m (57 ft)
- Razpon kril: 8,43 m (27 ft 8 in)
- Višina: 4,88 m (16 ft)
- Površina kril: 34 m² (366 ft²)
- Teža praznega letala: 8620 kg (19004 lb)
- Naložena teža: 12250 kg (27007 lb)
- Maks. vzletna teža: 13500 kg (29762 lb)
- Pogon letala: 1 × Ljulka AL-7 turboreaktivni motor, 90 kN (19840 lbf)

 Zmogljivost 
- Maks. hitrost: Mach 2,0, 2135 km/h (1325 mph) (na visoki višini)
- Doseg: 1125 km (699 milj)
- Višina leta: 16760 m (55000 ft)
- Hitrost vzpenjanja: 136,7 m/s (27000 ft/min)
- Obremenitev kril: 383 kg/m² (74 lb/ft²)
- Razmerje potisk/teža: 0,73

Oborožitev

- 4 × rakete zrak-zrak K-5 (AA-1 Alkali)